# میتسوهیرو کاواموتو
میتسوهیرو کاواموتو (انگلیسی: Mitsuhiro Kawamoto؛ زادهٔ ۱۲ ژوئن ۱۹۷۱) بازیکن فوتبال اهل ژاپن است.
از باشگاه‌هایی که در آن بازی کرده‌است می‌توان به باشگاه فوتبال توکیو وردی و باشگاه فوتبال ساگان توسو اشاره کرد.